# Felice Scotto
Felice Scotto (fl. XV secolo) è stato un pittore italiano del XV secolo attivo a Como.

## Biografia
Non è chiaro dove abbia imparato l'arte della pittura. Si dice che il suo stile abbia somiglianze con quello di Ambrogio Borgognone. Suo figlio, Stefano Scotto, anch'egli pittore, fu uno dei maestri di Gaudenzio Ferrari e Bernardino Luini.
A Como, per la chiesa di Santa Croce di Boscaglia, dipinse affreschi raffiguranti la Vita di San Bernardino da Siena e una Crocifissione. Luigi Lanzi lo descrive come vario, espressivo e giudizioso nella composizione; uno dei migliori quattrocentisti di quella regione.